# پروانکی‌های لیما
پروانکی‌های لیما (نام علمی: Macrosoma hedylaria) نام یک گونه از تیره شاپرک‌های آمریکایی است.